# Лебии
Лебии (лат. Lebia) — род жужелиц из подсемейства Harpalinae. Описано около 740 видов, которые подразделены на 17 подродов; описано также 4 вымерших вида.

## Описание
Тело гладкое или в редких слабых точках. Верх голый или только в редких волосках. Боковые края переднеспинки перед задними углами не выемчатые. Переднеспинка сильно поперечная, её основания с каждой стороны с сильной вырезкой, а его середина выдаётся назад в виде короткого и широкого выступа.

## Биология
Фитофильный образ жизни, активны днем. Личинки являются эктопаразитами куколок листоедов.

## Классификация
В широком объеме этот род включает несколько сотен видов по всему миру, главным образом из тропического подрода Poecilothais (более 400 видов). Относят к надтрибе Lebiitae и трибе Lebiini (иногда в ранге подсемейства) в составе подсемейства Harpalinae.

### Подрода
Описано 17 подродов.

## Список видов
Для фауны СССР Крыжановский (1983) приводил 18 видов.
- Подрод Lebia
  - Lebia cruxminor
  - Lebia humeralis
  - Lebia marginata
  - Lebia menetriesi
  - Lebia scapulairs
  - Lebia trimaculata
  - Lebia turkestanica
- Подрод Lamprias
  - Lebia chlorocephala
  - Лебия синеголовая (Lebia cyanocephala)[5]
  - Lebia punctata
- Подрод Loxopeza
  - Lebia testacea
  - Lebia tricolor
  - Lebia atriventris
  - Lebia grandis
- Подрод Poecilothais
  - Lebia bifenestrata A.Mor., 1862 Распр.: Дальний Восток
  - Lebia retrofasciata Motsch., 1864 Распр.: Дальний Восток
  - Lebia stackelbergi Kryzh., 1987 Распр.: Дальний Восток
  - Lebia fusca A.Mor., 1863 Распр.: Дальний Восток
- Подрод Polycheloma
  - Lebia lecontei